# The Reaper
The Reaper – czwarty studyjny albume niemieckiej grupy heavymetalowej, Grave Digger. Wydany w 1993 nakładem nowego wydawnictwa grupy, GUN Records.

## Lista utworów
1. Tribute to Death – 1:28
2. The Reaper – 4:16
3. Ride On – 3:33
4. Shadows of a Moonless Night – 3:55
5. Play Your Game (And Kill) – 3:25
6. Wedding Day – 3:54
7. Spy of Mas' On – 3:59
8. Under My Flag – 4:47
9. Legion of the Lost (Part II) – 6:18
10. And the Devil Plays Piano – 4:02
11. Ruler Mr. H – 3:38
12. The Madness Continues – 1:33

## Twórcy
- Chris Boltendahl – śpiew
- Uwe Lulis – gitara
- Tommi Göttlich – gitara basowa
- Jörg Michael – perkusja